# Palakkodu
Palakkodu (o Palakod, Palacode) è una suddivisione dell'India, classificata come town panchayat, di 18.614 abitanti, situata nel distretto di Dharmapuri, nello stato federato del Tamil Nadu. In base al numero di abitanti la città rientra nella classe IV (da 10.000 a 19.999 persone).

## Geografia fisica
La città è situata a 12° 18' 0 N e 78° 4' 60 E e ha un'altitudine di 532 m s.l.m..

## Società

### Evoluzione demografica
Al censimento del 2001 la popolazione di Palakkodu assommava a 18.614 persone, delle quali 9.460 maschi e 9.154 femmine. I bambini di età inferiore o uguale ai sei anni assommavano a 2.302, dei quali 1.158 maschi e 1.144 femmine. Infine, coloro che erano in grado di saper almeno leggere e scrivere erano 11.843, dei quali 6.665 maschi e 5.178 femmine.